# Psalistopoides fulvimanus
Espèce
Psalistopoides fulvimanus est une espèce d'araignées mygalomorphes de la famille des Pycnothelidae.

## Distribution
Cette espèce est endémique du Brésil. Elle se rencontre dans les États de São Paulo et du Paraná.

## Description
Le mâle holotype mesure 24 mm.
Les mâles mesurent de 21,00 à 22,80 mm.
La femelle décrite par Brescovit, Lucas, Marques-da-Silva, Sherwood et Silvério en 2023 mesure 20,6 mm

## Systématique et taxinomie
Cette espèce a été décrite par Mello-Leitão en 1934. Elle est placée dans le genre Pselligmus par Raven en 1985 puis dans le genre Psalistopoides par Lucas et Indicatti en 2006.

## Publication originale
- Mello-Leitão, 1934 : « Tres aranhas novas nas collecções do Instituto Butantan. » Memórias do Instituto Butantan, vol. 8, p. 401-407.